# Resogun
Resogun es un videojuego de disparos de desplazamiento lateral basado en voxel desarrollado por el desarrollador finlandés Housemarque y publicado por Sony Interactive Entertainment para PlayStation 4, PlayStation 3 y PlayStation Vita. El juego para PlayStation 4 salió a la venta en Norteamérica y la región PAL en noviembre de 2013 y en Japón en febrero de 2014, mientras que las versiones para Vita y PlayStation 3 salieron a la venta en diciembre de 2014. Resogun: Heroes, el primer contenido descargable (DLC), fue lanzado en Norteamérica el 24 de junio de 2014, mientras que el segundo DLC, Resogun: Defenders, fue lanzado el 17 de febrero de 2015. Resogun se basa en gran medida en los juegos Defender y Datastorm, y se considera el sucesor espiritual de los anteriores juegos de disparos de Housemarque, Super Stardust HD y Super Stardust Delta.
En Resogun el jugador lucha contra enemigos y rescata a humanos atrapados en un mundo cilíndrico basado en voxels. El juego fue bien recibido por los periodistas de videojuegos, que elogiaron su destreza gráfica, su rápida jugabilidad y su banda sonora. El juego fue criticado por su corta duración y por la falta de tutoriales o explicaciones de varios elementos del juego. Resogun ganó varios premios, y fue nominado a Juego de Acción del Año en los Premios DICE 2014, y también apareció en los Premios GDC Choice 2014.

## Juego

En Resogun, el jugador lucha contra enemigos en un mundo cilíndrico basado en vóxeles. En él, el jugador lucha contra los enemigos que vienen de ambas direcciones mientras espera a que salga el siguiente humano.

En Resogun, el jugador lucha contra fases de enemigos en cinco niveles distintos, cilíndricos y basados en vóxeles: Acis, Ceres, Decima, Febris y Mefitis. Cada nivel se divide en tres fases e incluye un enemigo jefe único. Aunque el objetivo principal de cada nivel es eliminar a todos los enemigos, incluido el jefe, se puede salvar a los humanos para obtener una puntuación extra para la puntuación final del jugador. Para salvar a un humano, primero hay que liberarlo de su cámara matando a un conjunto de "guardianes". Una vez liberado, el jugador puede recoger al humano y llevarlo a uno de los dos puntos de seguridad.
Se pueden elegir tres naves (Nemesis, Ferox y Phobos); cada una de ellas tiene diferentes niveles de agilidad, impulso y sobremarcha. Además, a lo largo de cada nivel el jugador dispone de varias mejoras y potenciadores. La sobremarcha, una vez cargada, produce un potente rayo de energía que es capaz de eliminar grandes cantidades de enemigos. Boost actúa como potenciador de velocidad y permite al jugador escapar de los enemigos, así como destruirlos al chocar con ellos. La bomba nova produce una gran explosión que elimina a todos los enemigos del nivel. La cantidad de estas bombas es limitada, pero pueden obtenerse a través de las recogidas. Las mejoras de la nave y las vidas extra también pueden obtenerse a través de las recogidas, o salvando a los humanos. También puedes elegir entre una selección de skins personalizados para tu nave hechos por otras personas en línea.
Al completar cada nivel, el jugador recibirá una puntuación de bonificación. La cantidad de puntuación de bonificación depende de varios factores, como el número de humanos salvados y el número de nova-bombas conservadas, por nombrar algunos. Además, el juego cuenta con dos modos de juego: Nivel único y Arcade. En el modo Nivel único, el jugador selecciona un único nivel e intenta completarlo para conseguir una única puntuación alta. En el modo Arcade, sin embargo, el jugador continúa con el siguiente nivel después de completar con éxito cada uno de ellos. Las dificultades incluyen Novato, Experimentado, Veterano, Maestro y Héroe.

## Desarrollo y lanzamiento
Resogun fue desarrollado por Housemarque, un estudio de desarrollo de juegos independiente de Finlandia conocido por sus anteriores juegos de disparos, y publicado por Sony Computer Entertainment. Resogun se inspira en los juegos Defender y Datastorm, y es el sucesor espiritual de los últimos juegos de Housemarque, Super Stardust HD y Super Stardust Delta, de los que toma prestadas ciertas mecánicas de juego, como el potenciador. Harry Krueger, el programador principal de Resogun, amplió la inspiración del juego en una entrevista con S2P Magazine, explicando que "por un lado, tienes la clásica jugabilidad de disparar y sobrevivir de los shoot 'em ups... pero había esta capa extra de jugabilidad con la microgestión y la salvación de los humanos". hace un amplio uso del hardware de PlayStation 4, con cada nivel construido por casi 200 millones de vóxeles. El director general de Housemarque, Ilari Kuittinen, ha declarado que "queríamos crear un mundo que pudiera romperse en pedacitos, así que los voxels eran una de las opciones a utilizar."
El juego pasó por varios cambios estilísticos a lo largo del desarrollo, en parte debido a la incertidumbre inicial de Housemarque sobre las capacidades gráficas de la PlayStation 4. Al final, los desarrolladores lucharon más con "lo 'retro' que tenía que parecer el juego", pasando por varias etapas (incluyendo un estilo colorido que recuerda a juegos como Minecraft y Parodius) hasta que se conformaron con la estética de neón del juego. Sin embargo, se recortaron algunos efectos visuales de alto nivel de renderizado para evitar colocar demasiados objetos de movimiento rápido en la pantalla y evitar el desorden visual. Muchos de los desarrolladores de Housemarque han comentado que la PlayStation 4 era más fácil de desarrollar que la PlayStation 3, lo que influyó en la creación de los niveles de Resogun, que requieren un uso intensivo de la GPU. Tommaso De Benetti, comuncita manager de Housemarque, explicó que muchas de las características de PlayStation 3 estaban inicialmente mal documentadas, y que "no tuvimos que pasar una tarde haciendo ingeniería inversa de las características básicas" durante el desarrollo de Resogun.
Resogun salió a la venta en Norteamérica el 15 de noviembre de 2013, en Europa el 29 de noviembre de 2013 y en Japón el 22 de febrero de 2014 en exclusiva para PlayStation 4 como uno de los dos títulos gratuitos ofrecidos a los miembros de PlayStation Plus. Resogun se completó apenas unos días antes de su lanzamiento en Norteamérica, debido a los retoques y el pulido de última hora de los desarrolladores. Antes de su lanzamiento, se pudo jugar a una versión demo del juego en el stand de Sony PlayStation en la Gamescom 2013 y en la Eurogamer Expo de Londres. El 24 de junio de 2014, el primer DLC de Resogun, Resogun: Heroes, fue lanzado, con un nuevo mundo de juego, dos nuevos modos de juego, una nueva y mejorada tabla de clasificación y nuevos trofeos. El segundo DLC, Resogun: Defenders, fue lanzado el 17 de febrero de 2015. La expansión incluye 2 nuevos modos, a saber, el modo Protector y el modo Comando. También se lanzaron varios DLC menores, que incluyen skins adicionales para las naves y los humanos. La banda sonora oficial se lanzó el 9 de junio de 2015. Todo el contenido adicional es gratuito para los propietarios del Season Pass.

## Recepción
Resogun recibió una respuesta generalmente positiva por parte de la crítica tras su lanzamiento. Ben Kuchera, escribiendo para The Penny Arcade Report, declaró que Resogun era "el mejor juego de lanzamiento de PlayStation 4". GameRankings, un agregador de críticas de videojuegos, asignó al juego una puntuación del 85% basada en 38 críticas. En Metacritic, que asigna una puntuación normalizada sobre 100 a las reseñas de los principales críticos, el juego recibió una puntuación media de 84 basada en 66 reseñas. Brian Albert, de IGN, otorgó a Resogun una puntuación de 9,0/10, alabando el ritmo de juego rápido y sin retrasos, la música enérgica y la experiencia cooperativa, pero insistió en que varios combates contra jefes no eran lo suficientemente desafiantes. Peter Brown, de GameSpot, también alabó la música y el uso de vóxeles, explicando que "el ritmo de la banda sonora cargada de tecnología y el constante goteo de vóxeles son hipnotizantes". Brad Shoemaker, de Giant Bomb, describió Resogun como "una auténtica delicia audiovisual", alabando también los gráficos y el sonido.
La revista Edge otorgó a Resogun una puntuación de 8/10, elogiando el uso de voxels por parte de Housemarque: "a pesar de las modestas expectativas que puedan tener los jugadores... Housemarque nunca quiere que olvides que Resogun funciona con una nueva tecnología". Christian Donlan, de Eurogamer, alabó los elementos de juego y el desafío de Resogun, como la necesidad de que el jugador sea consciente de su entorno para hacerlo bien. David Jenkins, de GameCentral, también alabó la jugabilidad, pero criticó la duración del juego, explicando que era demasiado corto. Jenkins tampoco se mostró impresionado con los gráficos, así como con los efectos visuales: "los fondos, en particular, son muy decepcionantes, ya que todos los nuevos escenarios parecen casi idénticos, sólo que con un tipo de estructura tipo fortaleza ligeramente diferente en el centro". Eric L. Patterson, de EGM, ha otorgado a Resogun una puntuación de 9,0/10, describiéndolo como "otro shooter de Housemarque de inspiración retro producido por expertos".
McKinley Noble, de GamesBeat, otorgó a Resogun una puntuación de 65/100, elogiando sus gráficos y su desafiante jugabilidad, pero criticando su falta de claridad con respecto a los elementos de juego; en particular, la ausencia de cualquier tipo de nivel tutorial o "ruedas de entrenamiento".  Noble se explayó al respecto explicando que "algunos jugadores pueden sentirse desconcertados al tratar de entender sus armas y cuándo usarlas, y las señales de audio no son lo suficientemente obvias como para ser útiles". Noble también criticó la falta de atractivo del juego para los jugadores que querían "pasar toneladas de niveles" y "desbloquear naves extra", afirmando que "no encontrarás mucho contenido más allá de lo que se ofrece por adelantado". Kyle Hilliard, de Game Informer, otorgó a Resogun una puntuación de 8/10, criticando los gráficos por "hacer poco para mostrar la nueva generación", así como el sonido, que describió como "olvidable-pero-apropiado". Sin embargo, Hilliard alabó el juego por sus controles, así como por la naturaleza accesible y divertida de la jugabilidad. El juego ganó varios premios, y fue nominado a Juego de Acción del Año en los Premios DICE 2014, además de aparecer en los GDC Choice Awards 2014.